# Tesho Akindele
Tesho Akindele (* 31. März 1992 in Calgary, Alberta) ist ein ehemaliger kanadischer Fußballspieler. Der Stürmer spielte zuletzt von 2019 bis 2022 für Orlando City in der Major League Soccer.

## Karriere

### Jugend
Akindele wurde in Kanada geboren. Sein Vater stammt aus Nigeria und seine Mutter ist Kanadierin. Als er 8 Jahre alt war, siedelte seine Familie in die USA um. In den USA wuchs er in Thornton, Colorado auf und besuchte die Northglenn High School. Im Alter von 17 Jahren lehnte er ein Angebot ab, in die Colorado Rapids Academy zu kommen.
Nach der High School besuchte er die Colorado School of Mines in Golden, Colorado und spielte dort die nächsten vier Jahre College Soccer für die Colorado Mines Orediggers. Mit insgesamt 76 erzielten Toren wurde er der erfolgreichste Torschütze der College Mannschaft. Er wurde viermal in die All American Auswahl berufen und 2012 in das First Team NSCAA All-American. Im selben Jahr wurde er mit der Auszeichnung RMAC Offensive Player of the Year geehrt. 2010 wurde er bereits mit RMAC Freshman of the Year und einer Berufung in das NSCAA First Team All-American ausgezeichnet.
2013 absolvierte er ein Spiel für die Real Colorado Foxes in der USL Premier Development League.

### FC Dallas
Am 16. Januar 2014 wurde Akindele im MLS SuperDraft 2014 in der ersten Runde vom FC Dallas ausgewählt. Am 12. April 2014 gab er sein Debüt für die Texaner. Am Ende der Saison wurde er mit dem MLS Rookie of the Year Award (Bester Nachwuchsspieler) ausgezeichnet, u. a. dafür, dass er sieben Tore in 26 Spielen erzielte. Im Jahr 2016 gewann er mit seinem Team dann den Supporters’ Shield und den US Open Cup.

### Orlando City
Nach vier Jahren in Dallas wechselte er zur Saison 2019 dann zu Orlando City, wo er nochmal auf über hundert MLS-Einsätze kam und den US Open Cup 2022 gewann. Nach dieser Spielzeit beendete er dann auch seine Karriere.

### Nationalmannschaft
Akindele besuchte 2009 ein Trainingslager der kanadischen U-17-Auswahl und gab am 2. April 2009 sein Debüt für die Junioren.
Am 5. November 2014 lehnte er eine Einladung der Kanadischen Fußballnationalmannschaft ab, mit der Begründung, er würde gerne für die US-amerikanische Fußballnationalmannschaft spielen. Er wurde am 9. Januar 2015 zu einem Trainingslager der US-Amerikaner eingeladen, konnte allerdings nicht an den beiden Freundschaftsspielen teilnehmen. Er hatte noch keinen US-amerikanischen Pass.
Am 14. April 2015 gab der kanadische Nationaltrainer Benito Floro gegenüber Medien bekannt, dass Akindele zu 99 % für die Kanadier spielen wird. Am 2. Juni wurde der Stürmer erneut eingeladen und akzeptierte dies auch. Sein Debüt gab er am 11. Juni 2015 im WM-2018-Qualifikationsspiel gegen Dominica. Sein erstes Länderspieltor erzielte er am 16. Juni 2015, ebenfalls gegen Dominica. Nach der Teilnahme mit seiner Mannschaft am Gold Cup 2015, war er auch noch in der Qualifikation für die Weltmeisterschaft 2018 aktiv und sammelte nach einer längeren Zeit ohne Einsätze noch einmal beim Gold Cup 2021 weitere Einsätze, wo er es mit seinem Team bis ins Halbfinale schaffte. Dies war gleichzeitig dann auch sein letztes Spiel für die Nationalmannschaft.